# Floyd County (Kentucky)
Floyd County je okres ve státě Kentucky v USA. K roku 2010 zde žilo 39 451 obyvatel. Správním městem okresu je Prestonburg. Celková rozloha okresu činí 1 024 km².